# Пантелєєв Іван Андрійович
Іван Андрійович Пантелє́єв (29 червня 1904, Ізлуччя — 8 лютого 1996, Сімферополь) — український живописець; член Спілки радянських художників України з 1939 року.

## Біографія
Народився 29 червня 1904 року в селі Ізлуччі (нині Гдовський район Псковської області, Російська Федерація). 1937 року закінчив Ленінградський інститут живопису, скульптури й архітектури, де навчався у Дмитра Кардовського. Брав участь у німецько-радянській війні. Був членом КПРС.
Протягом 1945—1970 років працював у кримському товаристві «Художник» у Сімферополі, одночасно у 1949 році викладав у Сімферопольському художньому училищі. Мешкав у Сімферополі в будинку на вулиці Мокроусова, № 10, квартира № 17. Помер у Сімферополі 8 лютого 1996 року.

## Творчість
Працював у галузі станкового живопису, створював переважно кримські пейзажі. Серед робіт:
- «На Херсонеському мисі» (1945);
- серія «Севастополь післявоєнний» (1945);
- серія «Південний берег Криму» (1950-ті);
- «Козамлицькі троянди» (1952);
- «Цвіте мигдаль. Південний берег» (1956);
- «Збирання лаванди» (1957);
- «Весна в Судацькій долині» (1959);
- серія «Трояндові плантації» (1960—1970-ті);
- серія «Лаванда» (1960—1970-ті);
- «Біля Судака» (1960);
- «Гурзуф» (1961);
- «Баркас» (1961);
- «Сердолікова бухта» (1963);
- «Лаванда. Поле» (1968);
- «На рисових чеках» (1972);
- серія  «Весняний Крим» (1980-ті).

Брав участь в обласних, всеукраїнських мистецьких виставках з 1945 року. Персональна виставка відбулася в Сімферополі у 1974 році.